# Тарасенко, Александр Максимович
Александр Максимович Тарасенко (5 марта 1921, Гуляевка — 23 февраля 1988, Волгоградская область) — командир орудия 520-го стрелкового полка (167-я стрелковая дивизия, 1-я гвардейская армия, 1-й Украинский фронт), старший сержант, полный кавалер ордена Славы.

## Биография
Александр Максимович Тарасенко родился на хуторе Гуляевка в Царицынской губернии (в настоящее время Фроловский район Волгоградской области) в крестьянской семье. Окончил 9 классов школы, один курс техникума физкультуры в Сталинграде.
В 1939 году Ерманским райвоенкоматом Сталинграда был призван в ряды Красной армии. Окончил 2-е Саратовское танковое училище. Участник Великой Отечественной войны. С февраля 1942 года на фронтах. В мае 1942 года попал в плен, в январе 1943 года сумел бежать. Проходил проверку
Приказом по 520-му стрелковому полку от 24 декабря 1943 года сержант командир орудия сержант Тарасенко был награждён за то, что в боях за города Ромны, Сумы и укреплённый район Вышгород в Киевской области огнём из своего орудия уничтожил свыше 100 солдат и офицеров противника, подавил 15 огневых точек и разрушил один НП противника.
В боях в Тернопольской области Украины возле села Пылявы в период с 11 по 14 апреля 1944 года подбил бронетранспортёр противника с пехотой, подавил 3 пулемётных точки. При отражении контратаки 14 апреля уничтожил миномёт, 3 пулемётных точки и до 25 солдат и офицеров противника. Приказом по 167 стрелковой дивизии от 22 мая 1944 года наводчик орудия сержант Тарасенко был награждён орденом Славы 3-й степени.
В июле 1944 года в бою при взятии города Бурштын в Станиславской области (в настоящее время Ивано-Франковская область) командир орудия старший сержант Тарасенко огнём своего орудия уничтожил 2 пулемётных точки противника, разбил блиндаж, подбил одну самоходную точку и уничтожил 15 солдат и офицеров противника. Указом Президиума Верховного Совета СССР от 24 марта 1945 года он был награждён орденом Славы 1-й степени.
В ожесточённых боях 27 июня 1944 года к 6 км северо-восточнее города Бучач огнём своего орудия разбил дзот противника и во время контратаки уничтожил 15 солдат противника. Приказом по 1-й гвардейской армии от 18 июля 1944 года он был награждён орденом Славы 2-й степени.
Приказом по 167 стрелковой дивизии от 12 июля 1945 года он был награждён орденом Красной Звезды за то, что командир огневого взвода старший сержант Тарасенко про форсировании рек Висла и Одер взятию города Острава находился со своим взводом в боевых порядках пехоты, прямой наводкой уничтожал, технику, транспорт и солдат и офицеров противника. Его взводом была уничтожена 37-мм зенитная пушка, 4 пулемёта, 3 повозки с боеприпасами и 30 солдат и офицеров противника. В ночь 7 на 8 мая 1945 года ворвался в село, в котором находился противник, но не было своей пехоты, развернул орудия и открыл огонь, обратив противника в бегство. Было захвачено 2 самоходных пушки, 10 автомашин и много стрелкового оружия. Был представлен к ордену Отечественной войны 2-й степени.
В мае 1946 года демобилизовался. Вернулся на родину, жил в городе Фролово Волгоградской области. Работал в нефтегазопромысловом управлении мастером подземного ремонта скважин.
За успехи в труде был награждён орденом Трудового Красного Знамени. 6 апреля 1985 года, как и многие ветераны Великой Отечественной войны, был награждён орденом Отечественной войны 1-й степени.
Скончался Александр Максимович Тарасенко 23 февраля 1988 года. Похоронен в городе Фролово.